# (200155) 1998 RG20
(200155) 1998 RG20 es un asteroide perteneciente al cinturón de asteroides, descubierto el 14 de septiembre de 1998 por el equipo del Lincoln Near-Earth Asteroid Research desde el Laboratorio Lincoln, Socorro, Nuevo México.

## Designación y nombre
Designado provisionalmente como 1998 RG20.

## Características orbitales
1998 RG20 está situado a una distancia media del Sol de 2,783 ua, pudiendo alejarse hasta 3,220 ua y acercarse hasta 2,346 ua. Su excentricidad es 0,157 y la inclinación orbital 7,192 grados. Emplea 1696,23 días en completar una órbita alrededor del Sol.

## Características físicas
La magnitud absoluta de 1998 RG20 es 15,9.